# ايون للإنتاج
ايون للإنتاج (بالإنجليزية: Eon Productions)‏ هي شركة إنتاج أفلام، تأسست في 1961، يقع مقرها في لندن، تم تأسيسها بواسطة ألبرت آر. بروكولي.

## روابط خارجية
- ايون للإنتاج على موقع IMDb (الإنجليزية)